# Tryphoema porca
Tryphoema porca är en kräftdjursart som beskrevs av Albert Monard 1928. Enligt Catalogue of Life ingår Tryphoema porca i släktet Tryphoema och familjen Rhizothricidae, men enligt Dyntaxa är tillhörigheten istället släktet Tryphoema och familjen Rhizothrichidae. Arten är reproducerande i Sverige. Inga underarter finns listade i Catalogue of Life.